# Tài sản bị đóng băng của Iran
Tài sản bị đóng băng của Iran trong các tài khoản quốc tế được tính toán có giá trị từ 100 tỷ đô la đến 120 tỷ đô la. Gần 2 tỷ USD tài sản của Iran bị đóng băng tại Hoa Kỳ. Theo Vụ Khảo cứu Quốc hội, ngoài số tiền bị khóa trong tài khoản ngân hàng ở nước ngoài, tài sản bị phong tỏa của Iran còn bao gồm bất động sản và các tài sản khác. Giá trị ước tính của bất động sản của Iran ở Mỹ và tiền thuê tích lũy của họ là 50 triệu USD. Bên cạnh tài sản bị đóng băng ở Mỹ, một phần tài sản của Iran cũng bị Liên Hợp Quốc phong tỏa trên khắp thế giới.
Kể từ tháng 1 năm 2021, Iran đã bị đóng băng tài sản ở các quốc gia sau: 7 tỷ USD ở Hàn Quốc; 6 tỷ USD ở Iraq; 20 tỷ USD ở Trung Quốc; 1,5 tỷ USD ở Nhật Bản; 1,6 tỷ USD ở Luxembourg.

## Bối cảnh
Tài sản của Iran lần đầu tiên bị phong tỏa bởi Tổng thống Hoa Kỳ Jimmy Carter vào năm 1979, sau khi các nhà cách mạng lật đổ chính quyền của Mohammad Reza Shah Pahlavi, đồng minh của Hoa Kỳ, và bắt giữ con tin người Mỹ. Sau Cách mạng Iran năm 1979, Hoa Kỳ chấm dứt quan hệ kinh tế và ngoại giao với Iran, cấm nhập khẩu dầu của Iran và đóng băng khoảng 11 tỷ đô la Mỹ tài sản của nước này vào năm 1980.
Nhiều tài sản sau đó đã được trả lại vào năm 1981 sau khi Hiệp định Algiers được ký kết và cuộc khủng hoảng con tin kết thúc. Vào thời điểm diễn ra cuộc cách mạng năm 1979, Lầu Năm Góc đã bán lại khoảng 400 triệu đô la thiết bị quân sự của Iran do chính phủ bị phế truất trả, và số tiền này được "đặt trong tài khoản ký quỹ".
Phần lớn số tiền bị đóng băng bao gồm thu nhập của Iran từ việc bán một lượng dầu hạn chế trước khi lệnh trừng phạt được dỡ bỏ, khi Iran có thể bán dầu một cách hợp pháp nhưng không thể chuyển tiền trở lại Iran, vì làm như vậy là bất hợp pháp theo lệnh trừng phạt của Hoa Kỳ.

## Sau các cuộc đàm phán hạt nhân
Một số trang của JCPOA được dành riêng để liệt kê các cá nhân và tổ chức có tài sản sẽ được giải phóng. Theo Nader Habibi, giáo sư kinh tế tại Đại học Brandeis, JCPOA sẽ dẫn đến việc chỉ giải phóng tài sản trị giá khoảng 30 tỷ USD; một con số tương tự khoảng 32 tỷ đô la do Valiollah Seif, giám đốc Ngân hàng Trung ương Iran, ước tính.
Theo Viện Washington năm 2015: "... việc đóng băng tài sản trước thỏa thuận không có tác động lớn đến chính phủ Iran như một số tuyên bố của Washington. Và trong tương lai, việc nới lỏng các hạn chế sau thỏa thuận sẽ không có tác động lớn như ý kiến của một số người chỉ trích thỏa thuận."
Chính phủ Hoa Kỳ cũng đã tịch thu một tòa nhà chọc trời ở Manhattan thuộc về chính phủ Iran trị giá hơn một tỷ đô la Mỹ.

## Tịch thu tài sản của Iran
Deborah Peterson và các nguyên đơn khác đã khởi kiện Iran tại Tòa án liên bang Hoa Kỳ, và nhận được phán quyết chống lại Iran vì vai trò của nước này trong vụ đánh bom doanh trại Beirut năm 1983 (trong đó có 241 lính gìn giữ hòa bình Hoa Kỳ thiệt mạng) và các hành động khủng bố quốc tế khác. Mặc dù các quốc gia ngoài nước thường được hưởng quyền miễn trừ đối với các khiếu kiện tại tòa án, các nguyên đơn đã viện dẫn một ngoại lệ đối với Đạo luật Miễn trừ Chủ quyền nước ngoài năm 1976 cho phép các quốc gia nước ngoài phải chịu trách nhiệm pháp lý đối với các hành vi khủng bố do nhà nước bảo trợ. Ngân hàng Trung ương Iran phản đối việc thi hành bản án với nhiều lý do khác nhau. Tuy nhiên, vào năm 2012, Quốc hội đã thông qua và Tổng thống Barack Obama đã ký Đạo luật Giảm thiểu Đe dọa Iran và Nhân quyền Syria năm 2012, quy định rằng phán quyết trong vụ án Peterson et al. v. Islamic Republic of Iran et al sẽ được thi hành và cũng phủ quyết Ngân hàng Trung ương Iran để thi hành án. Ngân hàng Trung ương Iran cho rằng đạo luật này là vi hiến, lập luận rằng Quốc hội đã can thiệp quá mức vào chức năng tư pháp bằng cách can thiệp vào một trường hợp cụ thể. Tuy nhiên, Tòa án Tối cao Hoa Kỳ cho biết phán quyết 7-2 trong vụ Ngân hàng Trung ương Iran kiện Peterson của Quốc hội là hợp hiến.
Iran đã phủ nhận mọi liên quan đến bất kỳ vụ đánh bom nào. Tổng thống Iran Hassan Rouhani gọi hành động này là "cướp bóc trắng trợn".

## Việc sử dụng các tài sản bị đóng băng
Kể từ năm 1980, Iran đã yêu cầu Mỹ, Liên minh châu Âu và Hàn Quốc trả lại tất cả tài sản bị đóng băng cho Iran, nhưng yêu cầu của họ phần lớn bị phớt lờ. Một số tài sản bị tịch thu đã được bán lại cho bên thứ ba, trong khi nhiều tài sản khác được trao cho các gia đình nạn nhân của chế độ. Ví dụ: vào tháng 10 năm 2020, 1,4 tỷ đô la tiền mặt bị đóng băng đã được trao nhằm trừng phạt và bồi thường thiệt hại cho gia đình Robert Levinson sau khi anh ta bị bắt cóc và được cho là đã chết.